# 1271 Avenue of the Americas
1271 Avenue of the Americas alternativt Time-Life Building är en skyskrapa som ligger på adressen 1271 Avenue of the Americas/Sixth Avenue på Manhattan i New York, New York i USA. Byggnaden uppfördes 1958–1959 som en kontorsfastighet och ingår i byggnadskomplexet Rockefeller Center. Den är 178,92 meter hög och har 48 våningar.
Ett urval av de företag som är eller varit hyresgäster i skyskrapan är Bessemer Trust, Fidelity Investments, Ipsos, Latham & Watkins, Major League Baseball (MLB), New York Times och Time Inc. Clinton Foundation hade tidigare sitt huvudkontor där.

## Galleri

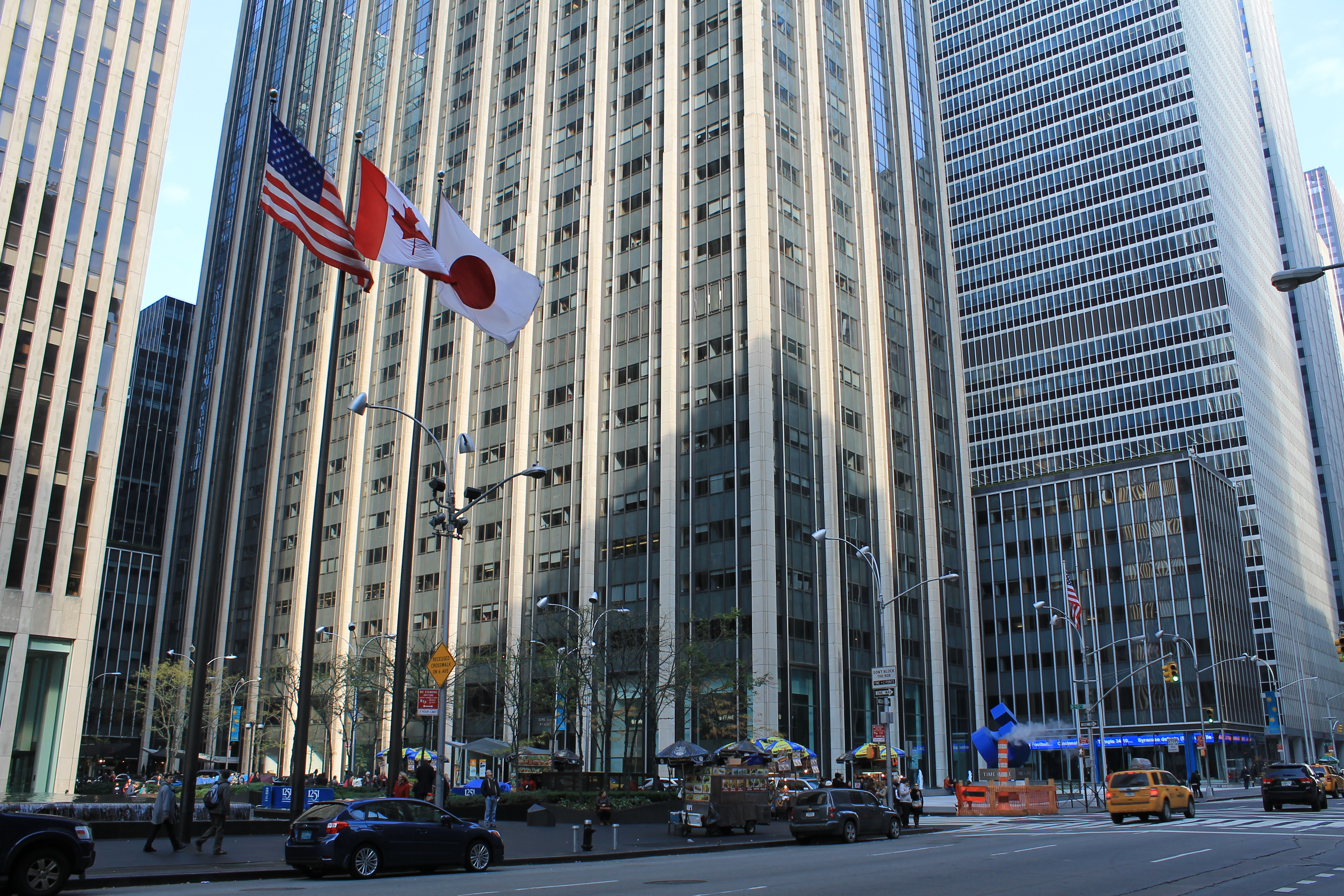
1271 Avenue of the Americas, 2012.
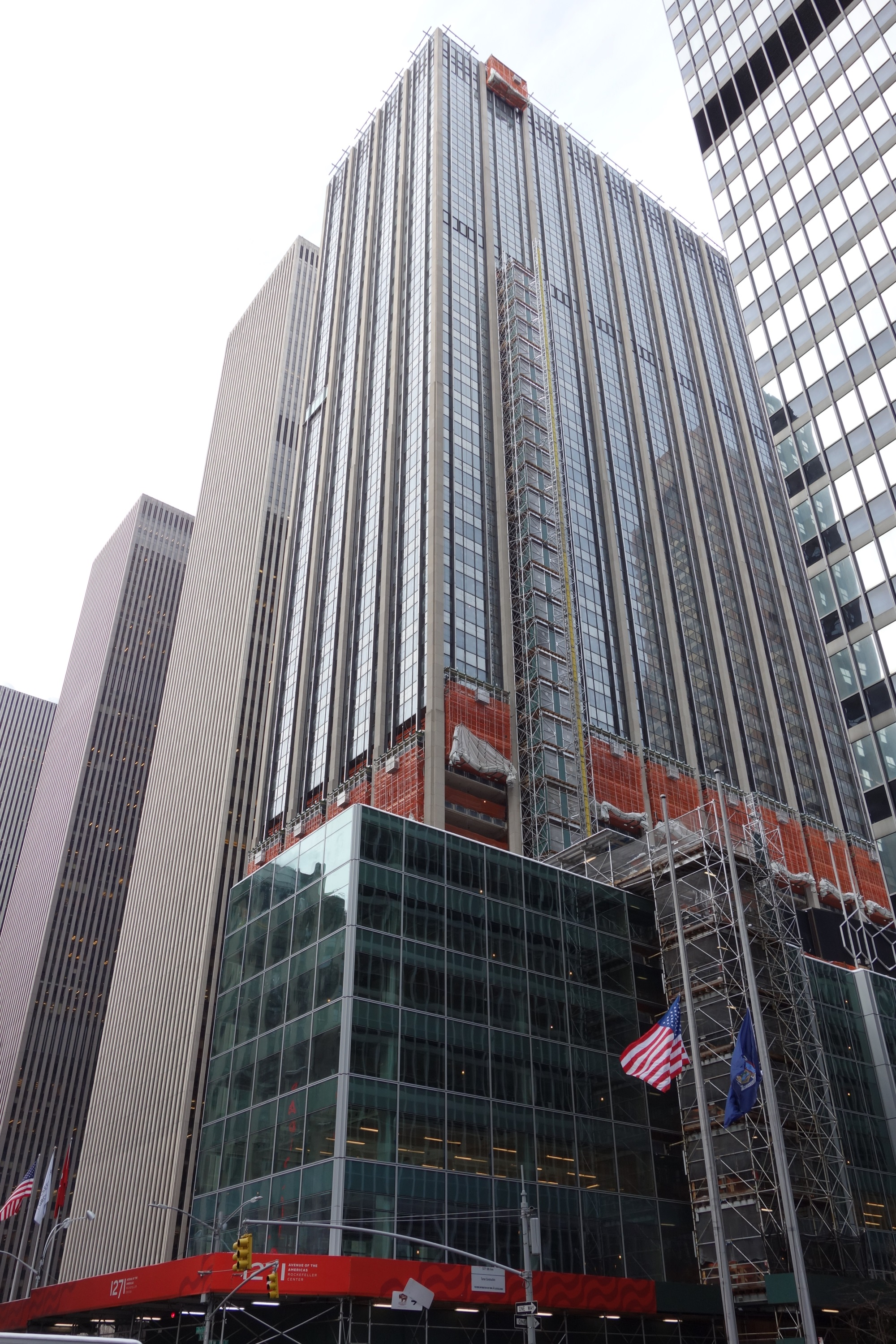
1271 Avenue of the Americas, 2018.
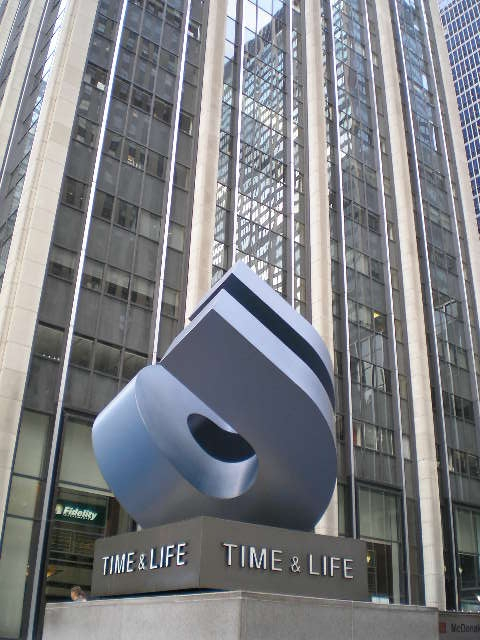
Time & Life-skulpturen, 2006.